# Castianeira munieri
Castianeira munieri är en spindelart som först beskrevs av Simon 1877.  Castianeira munieri ingår i släktet Castianeira och familjen flinkspindlar. Inga underarter finns listade.